# Селец (Дрогобычский район)
Селе́ц (укр. Селець) — село в Дрогобычской городской общине Дрогобычского района Львовской области Украины.
Население по переписи 2001 года составляло 164 человека. Занимает площадь 2,1 км². Почтовый индекс — 82176. Телефонный код — 3244.